# ディサ (小惑星)
ディサ (1319 Disa) は小惑星帯に位置する小惑星。南アフリカのシリル・ジャクソンによって発見された。
熱帯アフリカから南アフリカ原産のラン科の植物、ディサ (Disa) に因んで命名された。